# USS LST-797
O USS LST-797 foi um navio de guerra norte-americano da classe LST que operou durante a Segunda Guerra Mundial.